# Nœud lymphatique axillaire
Les nœuds lymphatiques axillaires (ou ganglions lymphatiques axillaires) sont de 20 à 49 ganglions lymphatiques situés dans l'aisselle. Ils drainent les vaisseaux lymphatiques des quadrants latéraux du sein, les vaisseaux lymphatiques superficiels des parois du thorax et de l'abdomen au-dessus du niveau du nombril, et les vaisseaux lymphatiques du membre supérieur.

## Description
Les ganglions lymphatiques axillaires sont organisés en cinq groupes :
- Les nœuds lymphatiques axillaires pectoraux (ou nœuds lymphatiques axillaires antérieurs ou chaîne ganglionnaire mammaire externe de Rouvière ou chaîne ganglionnaire thoracique de Poirier et Cunéo) répartis en deux groupes, un supérieur et un inférieur, sont situés le long du bord inférieur du muscle petit pectoral derrière le muscle grand pectoral et le long de l'artère thoracique latérale. Ces ganglions drainent les vaisseaux lymphatiques de la peau et des muscles de la paroi antéro-latérale du thorax, de la glande mammaire et des téguments et des muscles de la portion sus-ombilicale de la paroi abdominale.
- Les nœuds lymphatiques axillaires subscapulaires (ou nœuds lymphatiques axillaires postérieurs ou ganglions lymphatiques thoraciques postérieurs de Oelsner ou chaine ganglionnaire lymphatique scapulaire de Poirier et Cunéo et de Rouvière) sont situés devant le muscle subscapulaire le long de l'artère subclavière, entre l'abouchement de la veine subclavière dans la veine axillaire et l'endroit où l'artère scapulaire descendante atteint la cage thoracique. Ils drainent les vaisseaux lymphatiques des téguments et des muscles de la paroi thoracique postérieure, de la région scapulaire et de la partie postéro-inférieure du cou.
- Les nœuds lymphatiques axillaires huméraux (ou nœuds lymphatiques axillaires latéraux ou ganglions lymphatiques thoraciques supérieurs de Oelsner ou ganglions lymphatiques thoraciques brachiaux de Oelsner ou chaine ganglionnaire lymphatique humérale de Poirier et Cunéo ou groupe ganglionnaire de la veine axillaire de Rouvière) sont situés le long du côté médial de la veine axillaire. Ils drainent la plupart des vaisseaux lymphatiques du membre supérieur.
- Les nœuds lymphatiques axillaires centraux (ou ganglions lymphatiques axillaires centraux ou groupe central des ganglions axillaires de Rouvière) sont deux à six ganglions lymphatiques situés au centre de l'aisselle dans la graisse axillaire. Ils drainent les nœuds axillaires pectoraux, subscapulaires et huméraux.
- Les nœuds lymphatiques axillaires apicaux (ou ganglions lymphatiques axillaires apicaux ou groupe ganglionnaire sous-claviculaire de Rouvière) sont situés au sommet de l'aisselle au bord latéral de la 1re côte, en dedans de la veine axillaire et au-dessus du muscle petit pectoral. Ils drainent les nœuds lymphatiques axillaires pectoraux, subscapulaires, huméraux et centraux.

L'ensemble de ces ganglions sont drainés via les ganglions axillaires apicaux par le tronc subclavier. Du côté gauche, ce tronc se draine dans le conduit thoracique. Du côté droit, il se déverse dans le conduit thoracique droit. Alternativement, les troncs lymphatiques peuvent se drainer directement dans l'une des grosses veines à la racine du cou.

## Aspect clinique

### Cancer du sein
Les ganglions lymphatiques axillaires drainent 75% de la lymphe des seins. Ils sont donc cliniquement significatifs dans le cancer du sein et ses métastases aux niveaux des ganglions lymphatiques axillaires sont prises en compte dans le bilan d'extension de la maladie. Si des cellules cancéreuses se trouvent dans les ganglions, cela augmente le risque de cancer du sein métastatique.
Pour les cancers du sein de stades cliniques I et II, après injection d'un colorant dans la masse mammaire permettant de repérer le ganglion sentinelle, on procède à sa biopsie. S'il n'y a pas de cellule cancéreuse à son niveau, on suppose que la tumeur ne s'est pas propagé aux autres ganglions lymphatiques.
Dans le cas contraire, il peut être nécessaire de procéder à une lymphadénectomie des ganglions lymphatiques axillaires avec un risque de lymphœdème.
Les ganglions lymphatiques axillaires sont inclus dans les champs tangentiels standards en radiothérapie du cancer du sein.

### Cancer gastro-intestinal
Les tumeurs malignes du système gastro-intestinal, comme le cancer gastrique, peuvent métastaser au niveau des ganglions lymphatiques axillaires gauches.

## Galerie

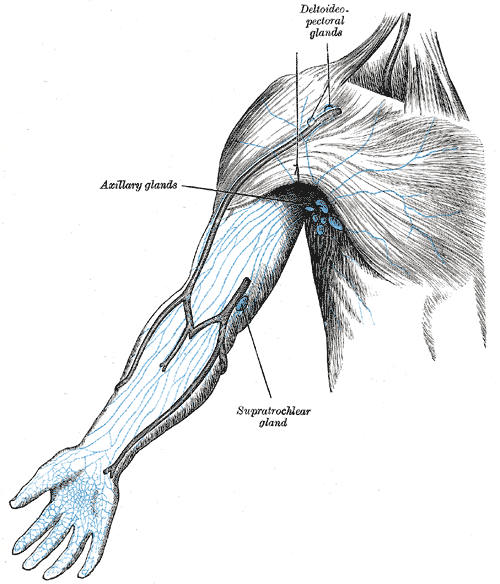
Les ganglions lymphatiques superficiels et les vaisseaux lymphatiques du membre supérieur